# Luena (Angola)
Luena (fins 1975 Vila Luso) és un municipi de la província de Moxico. Té una població de 350.803 habitants. Comprèn les comunes de Cangumbe-Kachipoque, Lucusse, Luena i Lutuai (o Muangai). Al seu territori hi ha la reserva forestal de Luena i el Parc Nacional de Cameia. Les llengües més parlades al municipi són el lovale, el chokwe, Ovimbundu, Mbunda, lunda i nganguela. Té una estació del Caminho de Ferro de Benguela

## Història
La regió fou explorada pels portuguesos Serpa Pinto i Silva Porto en 1894-1895. Luena és coneguda per ser el lloc on és enterrat l'antic líder d'UNITA Jonas Savimbi, qui fou mort a trets per tropes del govern durant la fi de la Guerra Civil angolesa el 22 de febrer de 2002. El 3 de gener de 2008 la tomba de Savimbi fou profanada per quatre membres de l'ala juvenil del MPLA, que foren arrestats pels fets.